# Ulla Toll
Ulrika (Ulla) Hedvig Gabriella Toll, född 2 juni 1822 på Haglösa, Lilla Slågarps socken, Malmöhus län, död 27 maj 1894 i Sörby församling, Kristianstads län, var en svensk godsägare, målare och tecknare.
Hon var dotter till översten Nils Ludvig Christoffer Toll och Gustava Hedvig Maria Möllerswärd och syster till Amélie Toll. Hennes konst består av teckningar och målningar från Bornholm samt porträtt. Toll är representerad med teckningar och akvareller i Kalmar läns museum.